# Mario Català Nebot

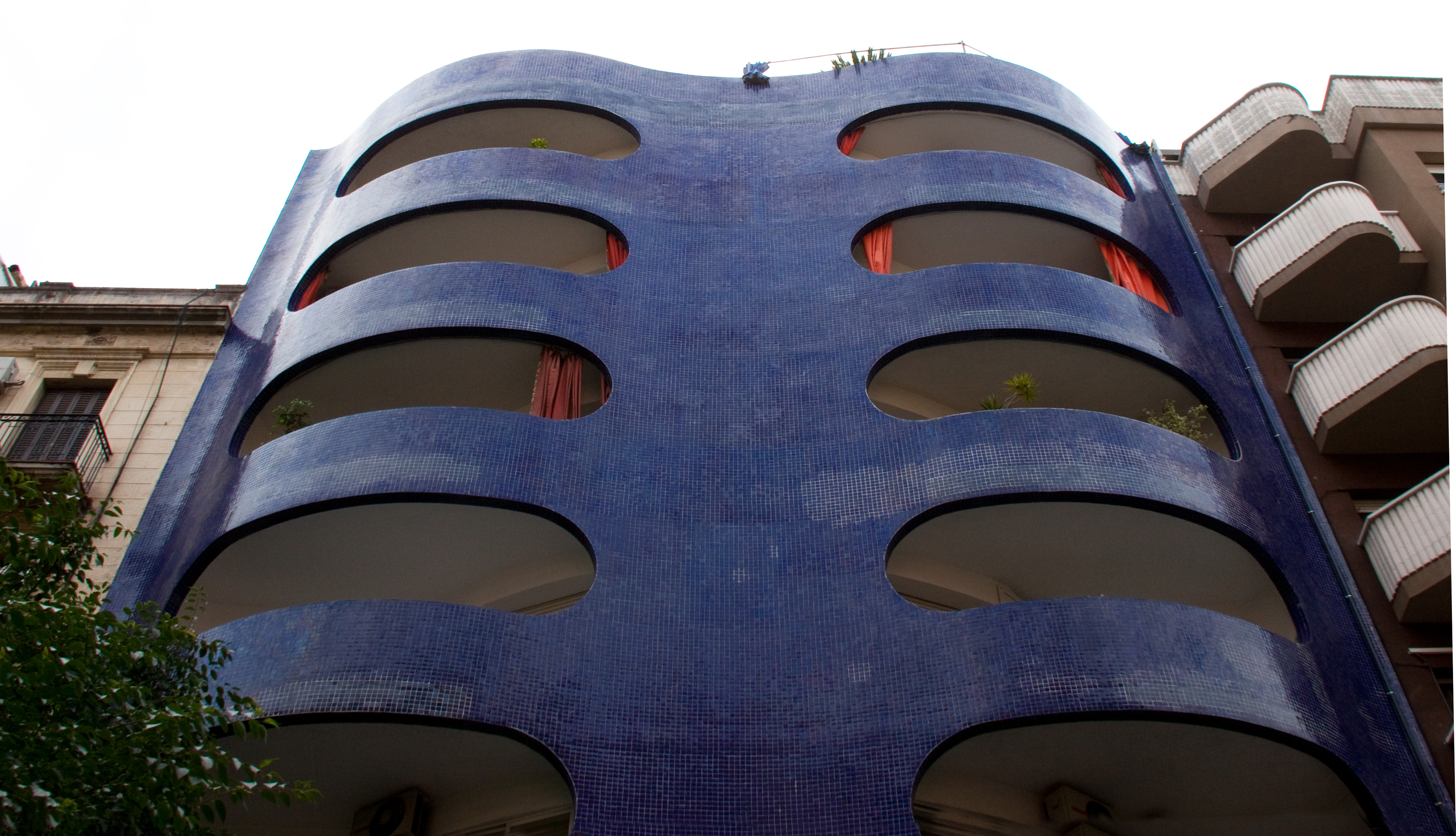
Edifici de Pare Claret, 112, a Barcelona, que recorda un tòrax blau.

Mario Català Nebot o potser "Catalán", segons les fonts, (1928 o 1929 - 16 de maig de 1973) fou un arquitecte actiu a Catalunya entre els anys seixanta i setanta del segle xx.
La major part dels edificis que va dissenyar Català Nebot, edificis entre mitgeres i cases unifamiliars, han estat objecte de polèmica entre qui hi veu inspiració gaudiniana (a Pare Claret, 112) o de Le Corbusier (a la casa de Corbera) i qui simplement els considera la materialització de la lletjor en el paisatge urbà (per exemple, Lluís Permanyer).
Malauradament, la seva obra no va donar per gaire més, ja que morí molt jove, als 44 anys.

## Obres
- Casa unifamiliar del carrer de Llorenç Trias, 41, a Arenys de Munt (anys 1960).
- Casa unifamiliar del carrer de Sant Feliu, 53, a Corbera de Llobregat (1966).[1]
- Edifici hoteler "Sol", al carrer de la Sènia del Barral, 36-46, a Lloret de Mar.[5]
- Edifici del carrer Vilamarí, 81, a Barcelona (1970).[2]
- Bloc d'apartaments del carrer de València, 384, a Barcelona (1974, obra pòstuma).[6][1]
- Edifici d'oficines al carrer de Sant Antoni Maria Claret, 112, a Barcelona (1975, obra pòstuma).[1][3][4]